# General Public
General Public was een Britse band uit de jaren 80 rond Dave Wakeling en Ranking Roger, zangers van The Beat. Hun grootste hits (in Amerika) waren Tenderness (1984) en I'll Take You There (1994).

## Biografie

### 1983–1986
Na de plotselinge opheffing van skaband The Beat in 1983 besloten Dave Wakeling en Ranking Roger samen nieuwe wegen in te slaan; ze vormden een band om zich heen bestaande uit ex-leden van Dexys Midnight Runners (drummer Stoker en toetsenist Mickey Billingham), The Specials (bassist Horace Panter), en The Clash (gitarist Mick Jones). General Public tekende bij Virgin in Engeland, en bij I.R.S. in Amerika.
Jones haakte tijdens de opnamen voor het debuutalbum All the Rage (1984) af om zijn eigen band Big Audio Dynamite te beginnen; Kevin White verving hem. De eerste single General Public haalde in Engeland slechts de 60e plaats; B-kant Dishwasher (een instrumentale mix van albumtrack Burning Bright) werd een Nederlandse top 40-hit nadat Frits Spits het als eindtune gebruikte voor zijn programma De Avondspits. In Noord-Amerika was de band succesvoller; de tweede single, het Motown-achtige Tenderness, kwam in Canada tot een 11e plaats en in de Verenigde Staten tot de 27e. Tenderness werd ook een gewild nummer voor filmsoundtracks; daarop inhakend nam General Public Taking the Day Off op voor de film Ferris Bueller's Day Off uit 1986.
Datzelfde jaar kwam het tweede album uit; Hand to Mouth was opgenomen met de broers Gianni en Mario Minardi als respectievelijke vervangers van White en Stoker. Het album was minder succesvol dan zijn voorganger, en vlak daarna viel de band uit elkaar. Aan de heruitgave van zeven jaar later werden ook non-albumtracks toegevoegd.

### 1994–1995
De zangers begonnen allebei een solocarrière; Wakeling volgde het voorbeeld van Stoker en vestigde zich in Los Angeles waar Roger in 1993 langskwam met de afscheidstournee van de ska-supergroep Special Beat. Wakeling verzorgde een gastoptreden en in 1994 werd General Public nieuw leven ingeblazen, zij het met de zangers als enige originele leden; de overige muzikanten werden Michael Railton (toetsen), Randy Jacobs (gitaar), Wayne Lothian (bas), Thomas White (drums), en Norman Jones (percussie).
In deze bezetting bracht General Public een cover uit van The Staple Singers' "I'll Take You There" (in 1990 al gesampled in Salt-N-Pepa's "Let's Talk About Sex"); wederom was de single in de VS en Canada (top 40) succesvoller dan in eigen land waar het niet verder kwam dan de 73e plaats. Daarna vertrokken Jacobs en White, en nam Dan Chase plaats achter de drums; in 1995 werd het album Rub It Better uitgebracht op Epic. Het album was in de VS opgenomen met producer Jerry Harrison (Talking Heads) en bevatte gastbijdragen van Mick Jones, Beat-blazer Saxa, toaster Pato Banton en gitarist Chris Spedding. Ex-leden Horace Panter en Stoker schreven elk één nummer mee; laatstgenoemde kreeg tevens een vermelding als mede-opnametechnicus. Rub It Better bleef in verkoopcijfers achter bij de vorige twee albums, en al snel kwam er een definitief einde aan General Public omdat Roger genoeg had van het over en weer vliegen naar Amerika; hij overleed op 26 maart 2019 nadat hij in de laatste vijftien jaar van zijn leven met een nieuwe versie van The Beat had opgetreden. Wakeling speelt sinds 2004 met zijn eigen English Beat waarmee hij ook nummers van General Public speelt.

## Discografie

### Studioalbums
| 1984                | All the Rage - Eerste studioalbum - Uitgebracht: 1984 - Label: I.R.S. Records       | 26 | 19 | - CAN: Gold |
| 1986                | Hand to Mouth - Tweede studioalbum - Uitgebracht: 1986 - Label: I.R.S. Records      | 83 | 84 |             |
| 1995                | Rub It Better - Derde studioalbum - Uitgebracht: 4 april 1995 - Label: Epic Records | —  | —  |             |
| "—" = geen notering |                                                                                     |    |    |             |

### Compilatiealbums
| Jaar | Albumdetails                                                                                     |
| ---- | ------------------------------------------------------------------------------------------------ |
| 2002 | Classic Masters - Eerste compilatiealbum - Uitgebracht: 26 januari 2002 - Label: Capitol Records |

### Singles
| 1984                | General Public      | 60 | —  | —  | —  | 41 | —   | —  | —  | —  | All the Rage           |
| 1984                | Dishwasher          | —  | —  | —  | 38 | —  | —   | —  | —  | —  | All the Rage           |
| 1984                | Tenderness          | 95 | 50 | 11 | —  | —  | 27  | 15 | 39 | —  | All the Rage           |
| 1985                | Never You Done That | —  | —  | —  | —  | —  | 105 | 13 | —  | —  | All the Rage           |
| 1985                | Hot You're Cool     | —  | —  | —  | —  | —  | —   | 16 | —  | —  | All the Rage           |
| 1986                | Faults and All      | —  | —  | —  | —  | —  | —   | —  | —  | —  | Hand to Mouth          |
| 1986                | Too Much or Nothing | —  | —  | 83 | —  | —  | —   | 21 | —  | —  | Hand to Mouth          |
| 1986                | In Conversation     | —  | —  | —  | —  | —  | —   | 23 | —  | —  | Hand to Mouth          |
| 1994                | I'll Take You There | 73 | —  | 14 | —  | 8  | 22  | 1  | —  | 6  | Threesome (soundtrack) |
| 1995                | Rainy Days          | —  | —  | —  | —  | —  | 93  | —  | —  | 40 | Rub It Better          |
| "—" = geen notering |                     |    |    |    |    |    |     |    |    |    |                        |